# 石天禄
石 天禄（せき てんろく、1183年 - 1236年）は、モンゴル帝国に仕えた漢人の一人。泰安州新泰県の出身。本貫は兗州奉符県。

## 概要
石天禄の父の石珪は妻子を見捨ててまでモンゴルに降ったことで知られる人物で、石珪が金朝との戦いで亡くなると石天禄が地位を継いだ。
国王ボオルは石天禄に龍虎衛上将軍・東平上将軍・東平路元帥の地位を授け、南宋を主君と奉じる彭義斌が大名や中山一帯を席捲した際には、ブルガイ（孛里海）とともにこれを破り彭義斌を捕虜にする功績を挙げた。このほかにも、一度モンゴルに降りながら後に背いた武仙の討伐にも功績を挙げている。1226年（丙戌）、ボオルは石天禄の功績を上奏し、これにより石天禄は金紫光禄大夫・都元帥の地位を授けられた。この頃、石天禄は金朝の支配権との最前線に駐屯して金軍と屡々戦ったが、敗北したことはなかったという。
第2代皇帝オゴデイの即位後に第二次金朝侵攻が始まると、1232年（壬辰）には皇太弟トルイの軍に加わって黄河を渡った。この時、石天禄は先鋒を務めて金軍を破り、敵軍の戦船数艘を奪取する功績を挙げた。また、帰徳城に至った時には敵の陣営を夜襲し300名余りを殺した。これに対し、金の将の陳防禦は兵を出して石天禄を包囲しようとしたが、石天禄は包囲を破って金軍を退却させ、更に亳州・徐州をも投降させた。1233年（癸巳）9月より再び帰徳城の包囲を始め、同年12月には帰徳城は降った。
1234年（甲午）、オゴデイの下に入覲し、改めて征行千戸・済兗単三州管民総管の地位を授けられた。これは、従来漢人世侯が自称してきた称号と違ってモンゴル帝国が公認するもので、同じく厳実の部下であった張晋亨・趙天錫・劉通・斉珪らも同時期に千戸の地位を授けられた記録がある。1235年（乙未）にはジャラウン・コルチとともに随州を攻め、襄陽の夾河寨では南宋兵を撃退した。ジャラウンはこの功績に対して戦馬を与え、この後も蘄州・黄州への出兵に功績を挙げた。また、投下領の分配が行われた後は東平路一帯の徴税を任せられ、それまで東平を支配していた厳実と対立した。しかし間もなく病となって職を辞し、息子の石興祖に地位を譲った後、1236年（丙申）に54歳にして亡くなった。